# あしかが大藤まつり号
あしかが大藤まつり号（あしかがおおふじまつりごう）は、東日本旅客鉄道（JR東日本）が運行する臨時特急列車の愛称である。
本項では足利・桐生方面に向けた行楽列車の沿革についても記述する。

## 概要
栃木県足利市にあるあしかがフラワーパークで藤の見ごろの毎年ゴールデンウィークに開催される「大藤まつり」に合わせ、観光客の足として運転される。列車名はこのイベントにちなんで付けられている。
かつて上野・大船方面の列車は「足利藤まつり号」、いわき方面の列車は「足利大藤まつり号」という列車名で運転されていたが2019年の運転から統合され、以降はどの区間の列車でも「あしかが大藤まつり号」として運行されていた。また運行開始当初は快速列車だったが、2022年の運転より特急列車となった。
2024年の運行では、新たに新宿駅、高尾駅、吉川美南駅発着の列車を設定し、足利駅 - 桐生駅間を廃止の上で現行列車を含め名称をそれぞれ「あしかが大藤新宿号」「あしかが大藤高尾号」「あしかが大藤吉川美南号」「あしかが大藤大船号」とそれぞれ愛称を分けて運行された。
2025年の運行は、吉川美南駅発着を西船橋駅発着へ延長の上、「あしかが大藤西船橋号」に変更される。

## 運行概況
ゴールデンウィークとその前後の土休日に1 - 2往復／日が運転される。高崎線経由で運転される「あかぎ」などとは異なり、小山駅まで東北本線を走行する。年に数回の運転であるが、2013年度までの使用車両であった大宮総合車両センター所属の183系電車には専用のイラスト入りヘッドマークが用意されていた。
全車普通車指定席で、自由席やグリーン車の設定はない。2020年にも運転される予定だったが、新型コロナウイルスの影響で運休となったため運転されなかった。在来線チケットレス特急券サービスの対象外であり、踊り子・あかぎの座席未指定券では乗車出来ず、通常の特急料金が適用される。

### あしかが大藤大船号
かつては「足利藤まつり号」として運行されていた系統で「足利藤まつり号」「足利大藤まつり号」時代は3・4号が付番されていた。2017年より運行区間を上野駅 - 桐生駅間から大船駅 - 桐生駅間に変更した。2024年は「あしかが大藤大船号」に名称変更の上、前年通過していた4駅は停車駅に追加し、起終点を足利駅に変更した。

#### 停車駅
大船駅 - 横浜駅 - 品川駅 - 東京駅 - 上野駅 - 赤羽駅 - 浦和駅 - 大宮駅 - あしかがフラワーパーク駅 - 足利駅
- 快速時代は品鶴線経由で武蔵小杉駅にも停車した。
- 快速時代最後の2021年の運転では大宮以北は以下の通り停車した。
大宮駅 - 蓮田駅 - 久喜駅 - あしかがフラワーパーク駅 - 足利駅 - 桐生駅
- 快速時代には栗橋駅・小山駅・栃木駅・佐野駅・富田駅にも停車していた。
- 2023年は、品川駅・東京駅・上野駅・赤羽駅を通過した。

### 使用車両
特急化以降は大宮総合車両センター所属のE257系（5500番台5両編成）が使用されているが、2023年春は185系6両編成で運転された。2024年の運行では「あしかが大藤高尾号」「あしかが大藤大船号」の運行をE257系が、「あしかが大藤新宿号」「あしかが大藤吉川美南号」の運行を185系が担当する。なお2019年にも幕張車両センター所属で豊田車両センターに常駐する波動用の500番台5両編成が大船発着列車に使用されていた。
「足利藤まつり号」の運行開始当初は183系が用いられたが、2014年からは185系での運行となっていた。185系は2021年まで使用され、上記の2019年を除いて上野方面の全列車を担当していた。なお両形式ともモノクラス6両編成であった。

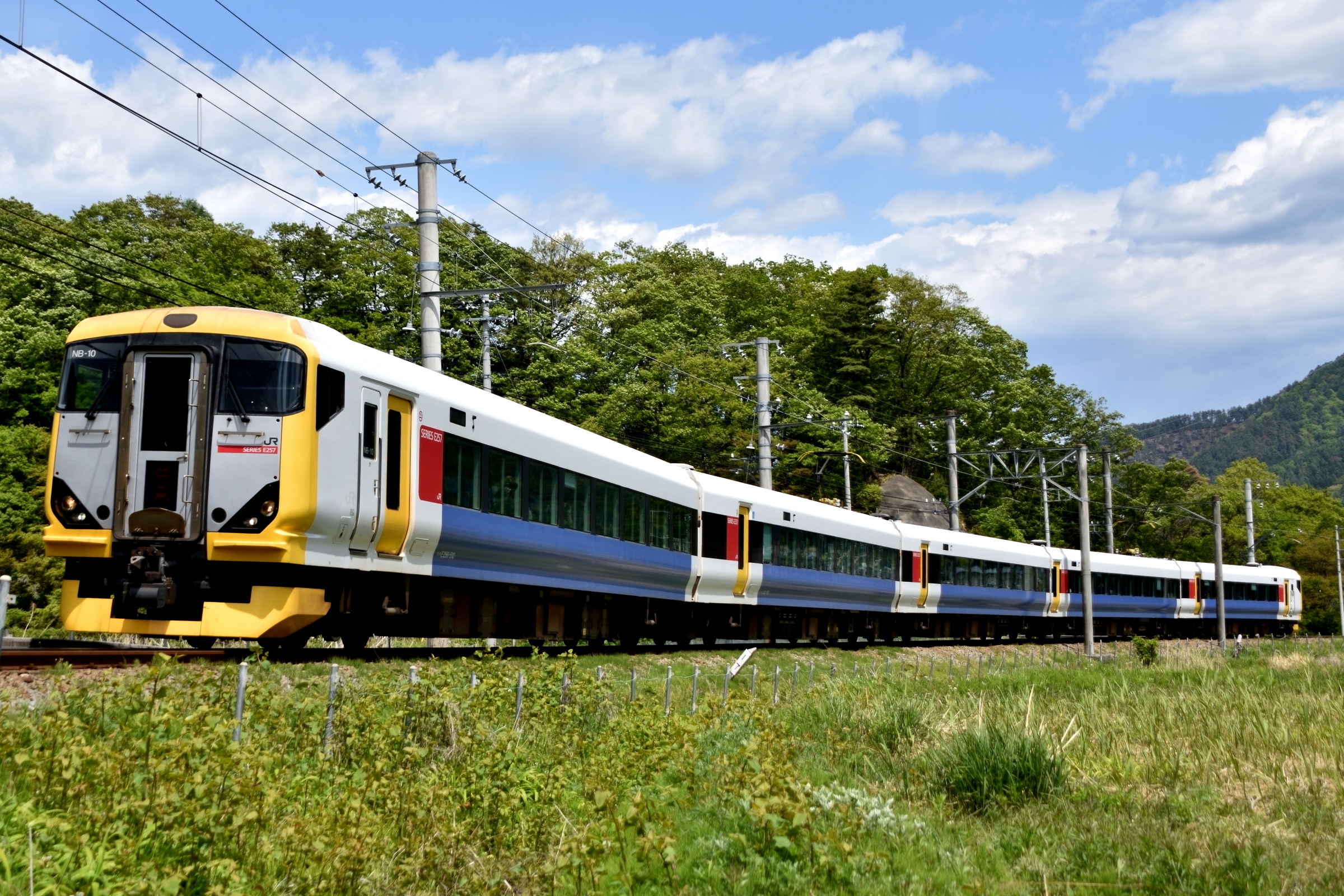
E257系500番台 （豊田常駐編成）
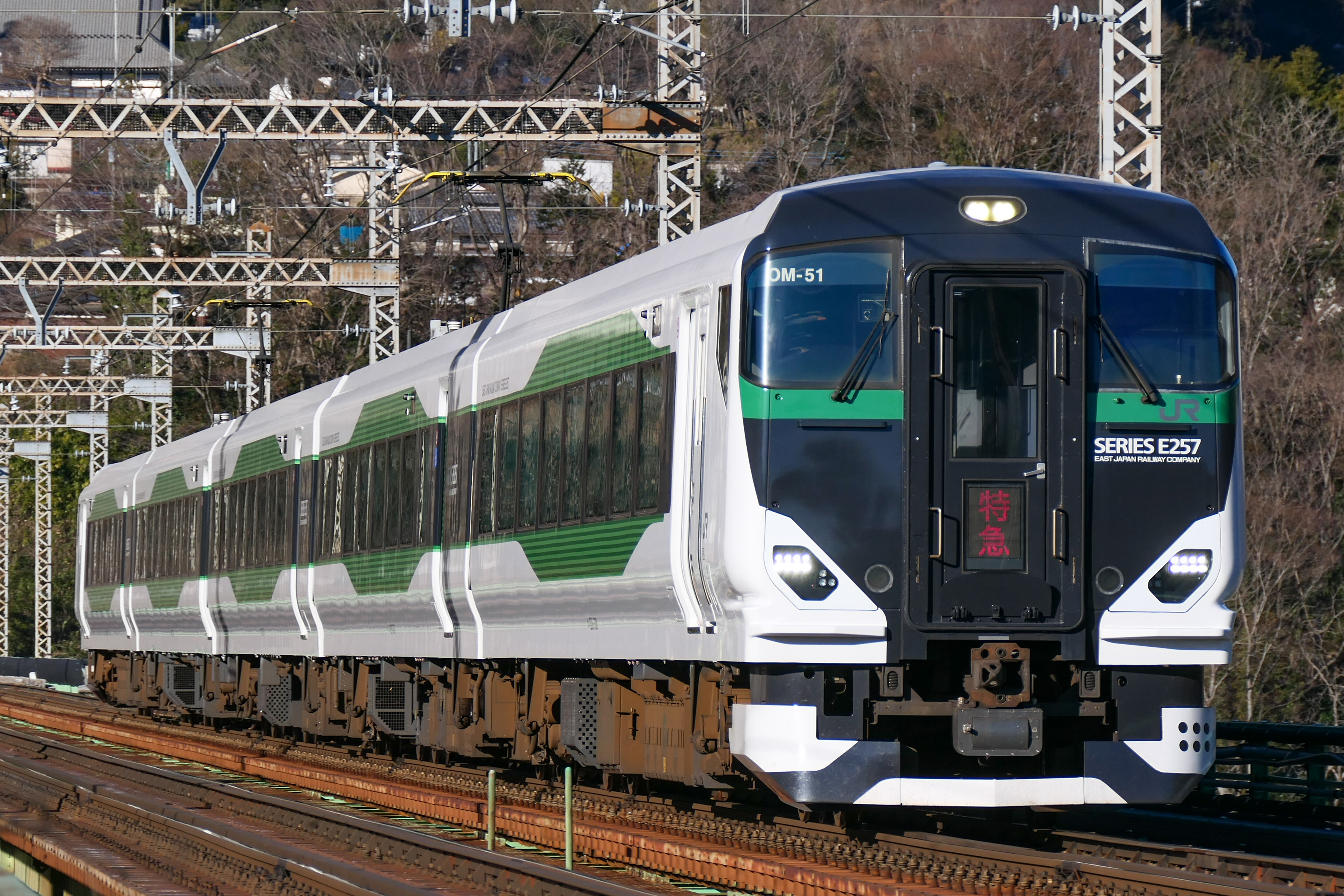
E257系5500番台
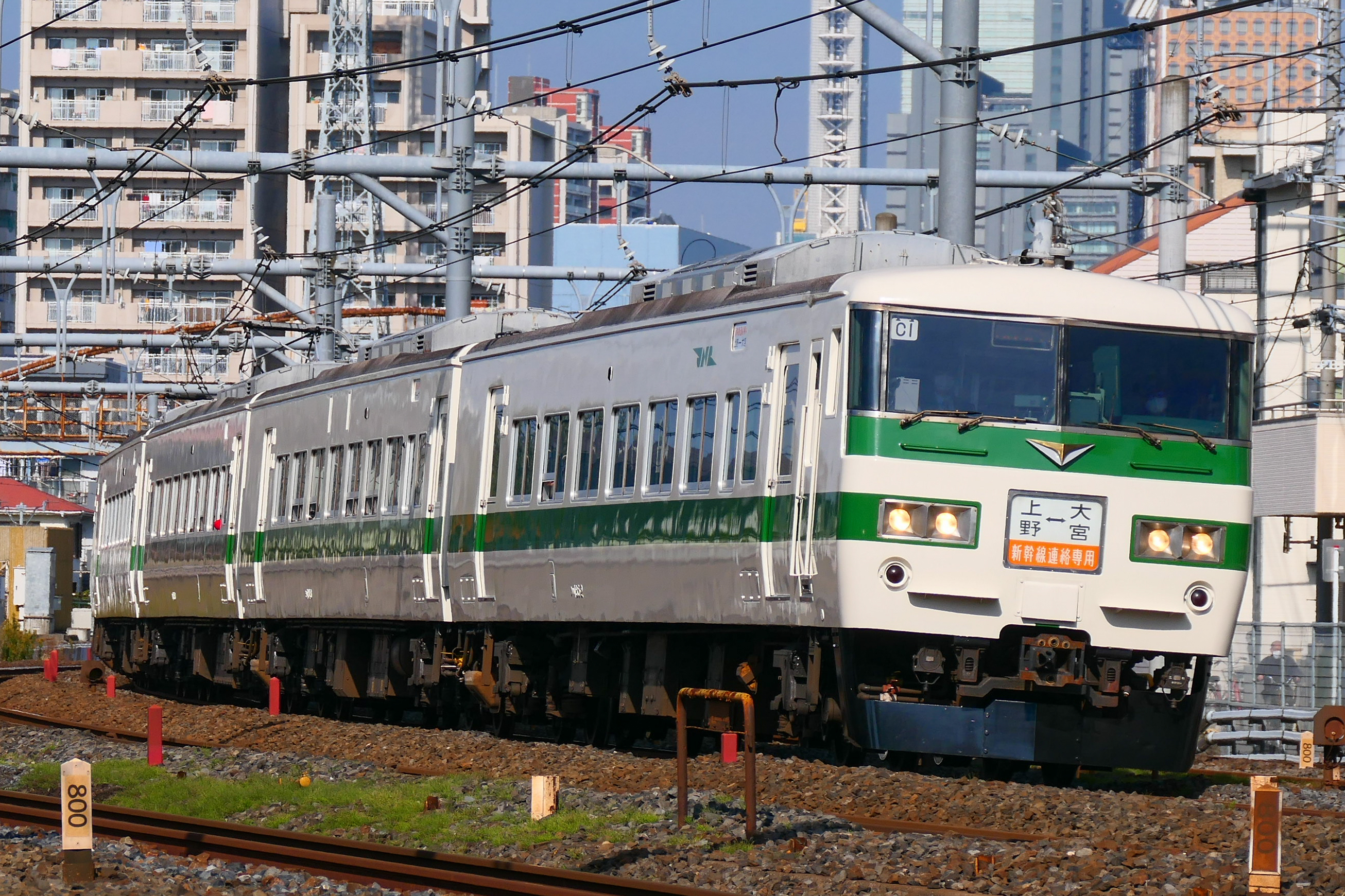
185系0番台
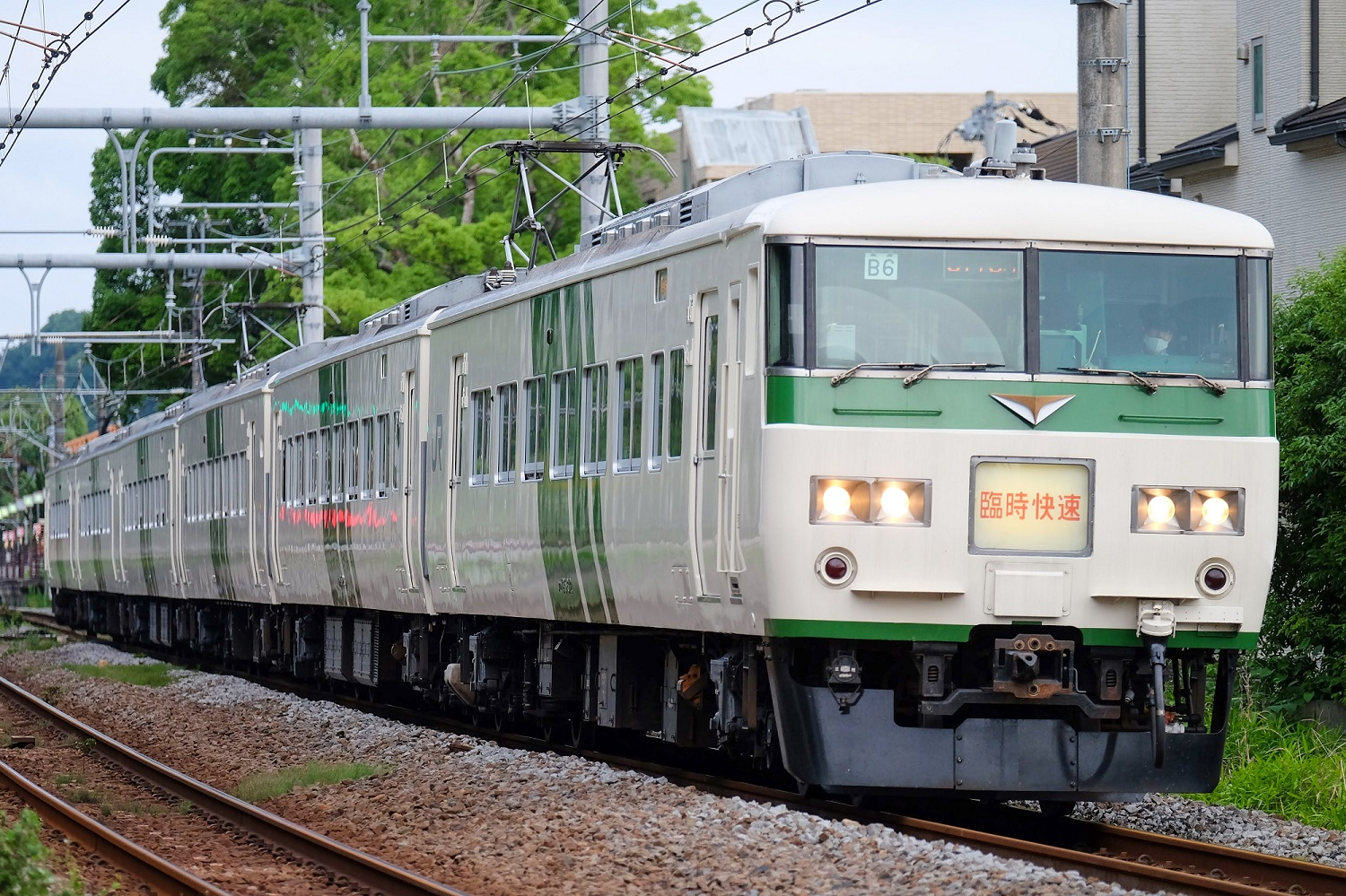
185系200番台
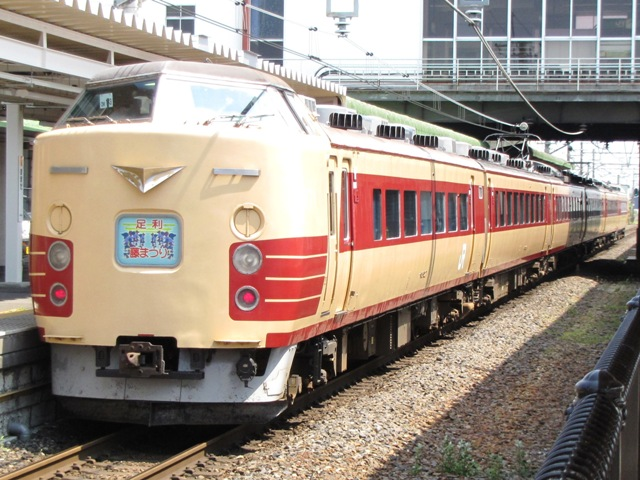
183系による「足利藤まつり号」

## かつて運行されていた系統
2022年までは上野駅 - 桐生駅間の1・2号、快速時代はいわき駅 - 桐生駅間を常磐線・水戸線・両毛線経由で運行する5・6号も存在した。

### あしかが大藤まつり5・6号
かつては「足利大藤まつり号」として運行されていた系統で、水戸線と両毛線を直通する数少ない列車であった。

#### 停車駅
いわき駅 - 湯本駅 - 泉駅 - 磯原駅 - 高萩駅 - 日立駅 - 常陸多賀駅 - 大甕駅 - 東海駅 - 勝田駅 - 水戸駅 - 赤塚駅 - 友部駅  -下館駅 -   あしかがフラワーパーク駅 - 桐生駅
- 水戸線と両毛線の接続駅である小山駅は乗務員交代の運転停車のみで、通過扱いとなっていた。

#### 使用車両
2020年以降は高崎車両センター所属の485系「リゾートやまどり」6両編成で運転されていた。
2006年の運行開始から2012年までと2015年は485系（6両編成）、2013年と2014年は勝田車両センター所属のE653系（4両編成）、2016年から2019年までは勝田車両センター所属の651系（4両編成）で運転されていた。

## その他の列車

### 藤の花観ナイト号
あしかがフラワーパークの「大藤まつり」に合わせた列車として、「本物の出会い 栃木」アフターデスティネーションキャンペーンが開催された2019年より毎年4月に吉川美南駅 - 足利駅間で運行されている。なお2023年より特急「藤の花ライトアップ号」に変更される予定。
停車駅
吉川美南駅 - 越谷レイクタウン駅 - 南越谷駅 - 南浦和駅 - 大宮駅 - 蓮田駅 - 久喜駅 -（古河駅 - 小山駅 - 栃木駅 - 佐野駅 - 富田駅）- あしかがフラワーパーク駅 - 足利駅
使用車両
253系1000番台（全車指定席）

### 秋期臨時列車
あしかがフラワーパークで行われるイルミネーション「光の花の庭」にあわせ、2024年の秋期に臨時列車が運転される。前年に運行した武蔵野線方面からの『きらきら足利イルミ』を始め、新たに大船発着の『あしかがイルミ大船号』と新宿発着の『あしかがイルミ新宿号』が設定される。3本とも使用車両は、E257系5500番台（全車指定席）で運行する。

#### あしかがイルミ大船号
停車駅
大船駅 - 横浜駅 - 品川駅 - 東京駅 - 上野駅 - 浦和駅 - 大宮駅 -  あしかがフラワーパーク駅 - 足利駅

#### あしかがイルミ新宿号
停車駅
新宿駅 - 池袋駅 - 浦和駅 - 大宮駅 -  あしかがフラワーパーク駅 - 足利駅

#### きらきら足利イルミ
停車駅
吉川美南駅 - 南越谷駅 - 南浦和駅 - 大宮駅 - あしかがフラワーパーク駅 - 足利駅

### 冬期臨時列車
冬期にあしかがフラワーパークで行われるイルミネーション「光の花の庭」にあわせ、冬期に臨時列車が運転された。2018年 - 2020年は大宮駅 - 足利駅間の快速「足利イルミネーション」が運転されていたが、2021年より中央快速線方面、2022年より武蔵野線方面の特急列車が運転された。

#### ときめき足利イルミ
停車駅
八王子駅 - 立川駅 - 新秋津駅 - 北朝霞駅 - 大宮駅 - あしかがフラワーパーク駅 - 足利駅
使用車両
E257系5500番台（全車指定席）

#### きらきら足利イルミ
停車駅
西船橋駅 - 新松戸駅 - 南流山駅 - 吉川美南駅 - 南越谷駅 - 南浦和駅 - 大宮駅 - あしかがフラワーパーク駅 - 足利駅
※西船橋 - 吉川美南間は2023年12月より運転
使用車両
185系（全車指定席） - 2023年11月、2024年1月・2月
253系1000番台（全車指定席） - 2022年12月、2023年12月
E257系5500番台（全車指定席） - 2023年11月

## 沿革
東京方面から東北本線経由で両毛線に直通運転する列車として、かつて1950年代から1980年代にかけて快速（後に準急を経て急行に格上げ）「わたらせ」（新橋（のち上野） - 高崎間、小山経由）や同「おおとね」（上野 - 桐生・宇都宮間）があった。また、1990年代前半の休日等多客期には「ホリデー快速足利号」が運行されていた。
「わたらせ」「おおとね」は朝上り各1往復、夕下り各1往復が定期列車として設定され、観光列車ではなく通勤等の利用客を対象とする列車であった。その後「わたらせ」は増発され、朝夕に各1往復が運転されるなど多目的列車へと展開したが、東北新幹線の上野駅開業に伴う優等列車運転系統の見直しにより解消された。
その後、1990年代には普通車のみの「ホリデー快速足利号」が新宿 - 桐生間（小山経由）に休日限定で運行された時期を経て、2005年よりゴールデンウィークとその前後の土休日に快速「足利藤まつり号」が1日1 - 2往復運転されている。

### 年表
- 1955年（昭和30年）- 「おおとね」（上野 - 桐生間、小山経由）、「わたらせ」（新橋 - 高崎間、小山経由）が設定される。客車二等車・三等車の編成、その後一等車も連結される。
- 1962年（昭和37年）- 「わたらせ」（上野 - 桐生間、小山経由）が準急列車に格上げされる。気動車普通車のみの編成。上野 - 間々田間で「つくばね」（上野 - 真岡・水戸）を併結。
- 1968年（昭和43年）- 「わたらせ」が急行に格上げされ、朝下り1本と夕上り1本の計1往復増便（上野 - 高崎・桐生間、各1往復）。両毛線内は快速列車。
- 1985年（昭和60年）- 東北新幹線の上野駅開業に伴い「わたらせ」廃止。
- 1990年（平成2年）- 新宿 - 桐生間（小山経由）に「ホリデー快速足利号」運転開始。
- 2005年（平成17年）- 上野 - 桐生間（小山経由）にゴールデンウィークのみ運転の快速「足利藤まつり号」を新設。1-2往復／日。
- 2006年（平成17年）- いわき - 桐生間（小山経由）にゴールデンウィークのみ運転の快速「足利大藤まつり号」を新設。2往復／日。
- 2008年（平成20年）- 「足利藤まつり」の停車駅を一部変更し、栗橋駅通過、蓮田駅停車となる。
- 2017年（平成29年）- 2往復のうちの1往復（3・4号）は上野 - 大船間延長運転を行う。同区間は品川駅まで上野東京ライン・東海道線を走行し、品川駅から横須賀線（東海道本線品鶴線）経由で運行。
- 2018年（平成30年）- あしかがフラワーパークの新しい最寄駅となるあしかがフラワーパーク駅開業に合わせ、停車駅に追加（それまでの富田駅にも引き続き停車していたが2021年から通過となった）。
- 2019年（平成31年/令和元年） - 「足利大藤まつり号」・「足利藤まつり号」が統合され、「あしかが大藤まつり号」となる。大船発着の3・4号はE257系500番台で運行[9]。
- 2020年（令和2年） - 新型コロナウイルス感染拡大に伴い、全列車が運休[12]。
- 2021年（令和3年） - 2年ぶりに運転される。この年の運転から小山駅・栃木駅・佐野駅・富田駅が通過となり、大船発着の3・4号も185系で運転となる。
  - 4月25日17:20頃、西川口駅で当列車の撮影を巡り19歳会社員と中学生が口論になり中学生を投げ飛ばして重傷負わす事件が発生し会社員が逃走後逮捕された。この一部始終の撮影者に対しても「何撮ってるんだよ」と暴行していた[13]
- 2022年（令和4年） - 種別が特急となり、使用車両がE257系5500番台となる[3]。
- 2023年（令和5年） - 大船発着列車のみの設定になり、185系が使用された。また、横浜-浦和間無停車となった。
- 2024年（令和6年）
  - 新たに新宿駅、高尾駅、吉川美南駅発着の列車を設定。
  - 名称をそれぞれ「あしかが大藤新宿号」「あしかが大藤高尾号」「あしかが大藤吉川美南号」「あしかが大藤大船号」に変更。
  - 足利駅 - 桐生駅間を廃止。